# Рутфорд
Рутфорд (англ. Mount Rutford) — гора в Западной Антарктиде, высочайшая вершина массива Крэддок, позвоночника Сентинел в горах Элсуэрт. Её высота составляет 4477 м над уровнем моря. Относительная высота — 577 м.

## География
Гора расположена в Западной Антарктиде, земли Элсуэрта, в горах Элсворт, в массиве Крэддок, который расположен в южной части хребта Сентинел, примерно за 3,2 км на северо-запад от горы Крэддок (4368 м), с именем которой связано название хребта, за 11,5 км на юго-восток от пика Винсон (4892 м).
В 2006 года вершина не имела названия. Австралийскими альпинистами Камило Рада и Дэмиеном Гилдеа, во время их исследований массива Винсон (2004) и Крэддок (2005), визуально было установлено, что вершина выше горы Крэддок. Поэтому они в 2006 году провели измерения высоты вершины с помощью GPS-приёмника. Высота была установлена в пределах 4477 м, что на 109 м больше от горы Крэддок.
В 2006 году консультативным комитетом по антарктическим названиям (US-ACAN) гора была названа в честь Роберта Г. Рутфорда, члена геологической экспедиции университета Миннесоты в горах Элсворт в 1962-63 годах; лидера экспедиции университета Миннесоты в горах Элсворт в 1963-64 годах; директора отдела полярных программ ННФ (1975-77); президента СКАР (Научный комитет по антарктическим исследованиям).